# 3609 Liloketai
3609 Liloketai eller 1980 VM1 är en asteroid i huvudbältet som upptäcktes den 13 november 1980 av Purple Mountain-observatoriet i Nanjing, Kina. Den är uppkallad efter kinesen Loke-Tai Li.
Asteroiden har en diameter på ungefär 17 kilometer.